# 安田梨夏
安田 梨夏（やすだ りか、1999年7月5日 - ）は、日本の元女子バレーボール選手である。

## 来歴
滋賀県甲賀市出身。母の影響で小学3年生からバレーボールを始める。
大阪国際滝井高等学校、中国学園大学を経て、2021/22シーズン、V.LEAGUE DIVISION1 WOMEN（V1女子）に所属する岡山シーガルズの内定選手となった。内定選手としてV1女子の試合に出場し、Vリーグデビューを果たした。
2022年、大学卒業後に、岡山シーガルズに入団した。
2025年5月、2024-25シーズン限りでの現役引退が発表された。6月30日に引退選手として公示。

## 所属チーム
- 大阪国際滝井高等学校（2015-2018年）
- 中国学園大学（2018-2022年）
- 岡山シーガルズ（2022-2025年）